# 望月衣塑子
望月衣塑子（1975年—）是一位日本女性记者。弟弟是演员望月龙平。

## 生平
1975年出生于日本東京都，父亲是一位报社记者，母亲是一位戏剧行业人员。1998年毕业于慶應義塾大學法学部，同年进入中日新闻社。曾经参与报道过多起新闻，包括日本齿科医师联盟事件、伊藤诗织事件、学校法人森友学园事件等。

## 著作
《新闻记者》，角川書店，2017年10月，ISBN 9784040821917，2019年被改编为同名电影新聞記者 (電影)。